# Староселье (Волгоградская область)
Староселье — село в составе городского округа город Михайловка Волгоградской области. Основано около 1752 года.
Население — 1001 (2010) человек.

## История
Основано примерно в 1752 году помещиком Михаилом Себряковым. Первоначально село называлось Николаевка (затем по имени помещика — Михайловка). Жители Николаевки были перевезены сюда с Украины. В начале XIX века часть жителей села была отселена на правобережье  Медведицы. Новый посёлок получил название Новая Михайловка, а старое селение — Старая Михайловка (Старое Село тож), позднее  — Староселье.
Деревня Староселье относилось к Усть-Медведицкому округу Области Войска Донского (до 1870 — Земля Войска Донского). В 1859 году в ней проживало 426 мужчин и 423 женщины, имелось 116 дворов. После отмены крепостного права деревня была отнесена к Михайловской волости. 
В 1873 году в посёлке Старосельском проживало уже 558 мужчин и 532 женщины. Слобода Сидоры стала центром Сидорской волости, в состав которой помимо слободы входили посёлки Глинище и Степановка. Население села было преимущественно неграмотным. По переписи 1897 года в селе проживали 802 мужчины и 745 женщин, из них грамотных мужчин 181, женщин 17.
Согласно алфавитному списку населённых мест Области Войска Донского 1915 года в посёлке Старосельском имелось сельское правление, церковь, министерское училище, земельный надел сельского общества составлял 3573 десятины, всего в слободе проживало 1162 мужчины и 1120 женщин.
В 1921 году село включено в состав Царицынской губернии. С 1928 года — в составе Михайловского района Хопёрского округа (упразднён в 1930 году) Нижне-Волжского края (с 1934 года — Сталинградского края, с 1936 года — Сталинградской области, с 1961 года — Волгоградской области). В составе городского округа город Михайловка — с 2012 года

## География
Село в степной местности, на левом берегу реки Медведицы. Высота центра населённого пункта около 75 метров над уровнем моря. На противоположном берегу Медведицы — пойменный лес. Почвы — чернозёмы южные, в пойме Медведицы — пойменные нейтральные и слабокислые.
К селу имеется подъезд (2,9 км) от федеральной автодороги «Каспий» Р22. По автомобильным дорогам расстояние до административного центра городского округа города Михайловки — 17 км, до областного центра города Волгограда — 180 км.
Климат
Климат умеренный континентальный (согласно классификации климатов Кёппена — Dfa). Многолетняя норма осадков — 411 мм. Наибольшее количество осадков выпадает в июне — 48 мм, наименьшее в феврале и марте — по 22 мм. Среднегодовая температура положительная и составляет + 7,3 °С, средняя температура самого холодного месяца января −8,7 °С, самого жаркого месяца июля +22,5 °С.
Часовой пояс
Староселье находится в часовой зоне МСК (московское время). Смещение применяемого времени относительно UTC составляет +3:00.

## Население
Динамика численности населения по годам:
| 849 | 1090 | 1547 | 3519 | ≈760 | 843 |

| 2010 |
| ---- |
| 1001 |